# Phyllodon choiropyxis
Phyllodon choiropyxis là một loài Rêu trong họ Hypnaceae. Loài này được (Müll. Hal.) P. Câmara miêu tả khoa học đầu tiên.